# Schmerzhafte Mutter Gottes (Saal)

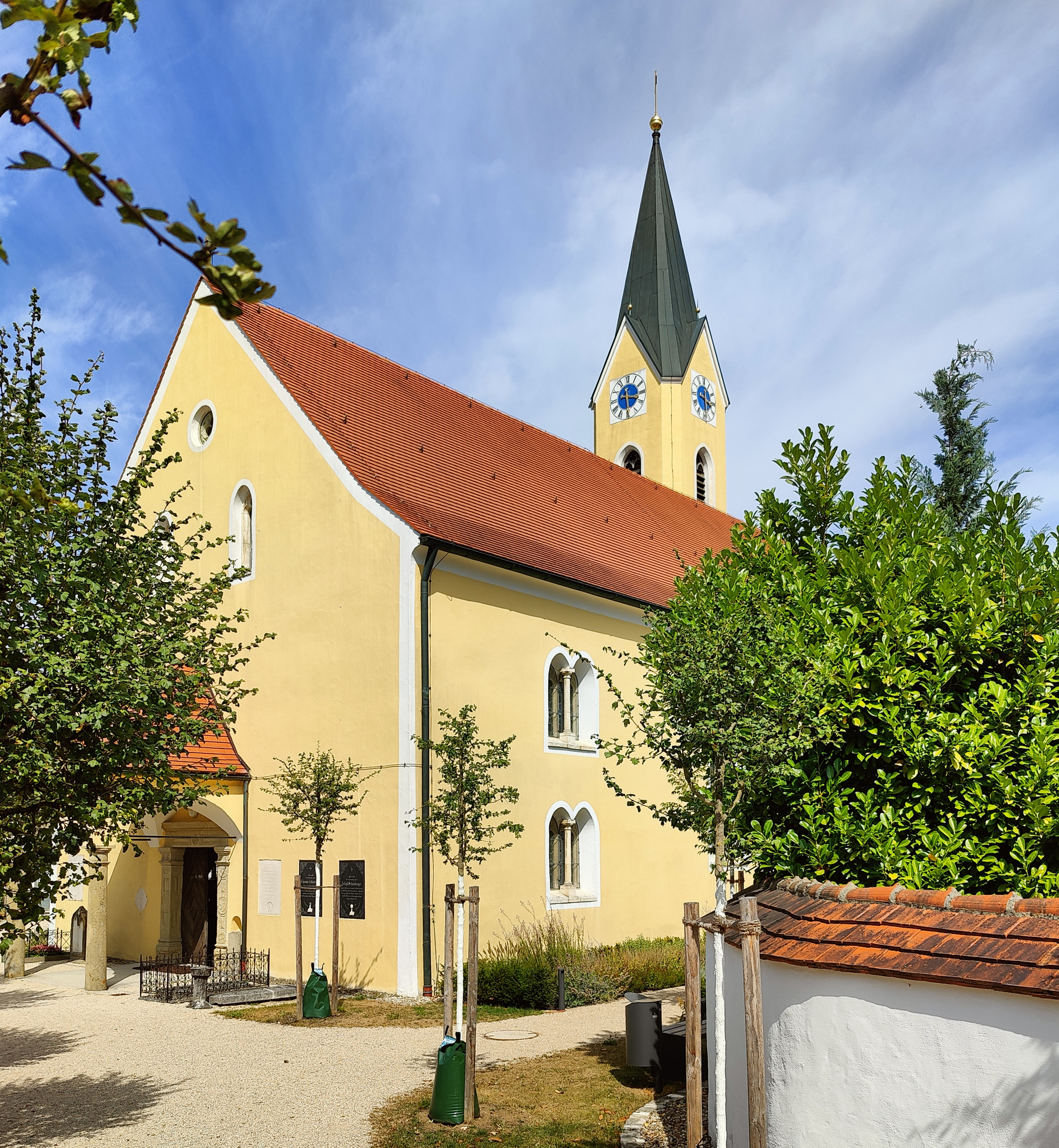
Alte Pfarrkirche

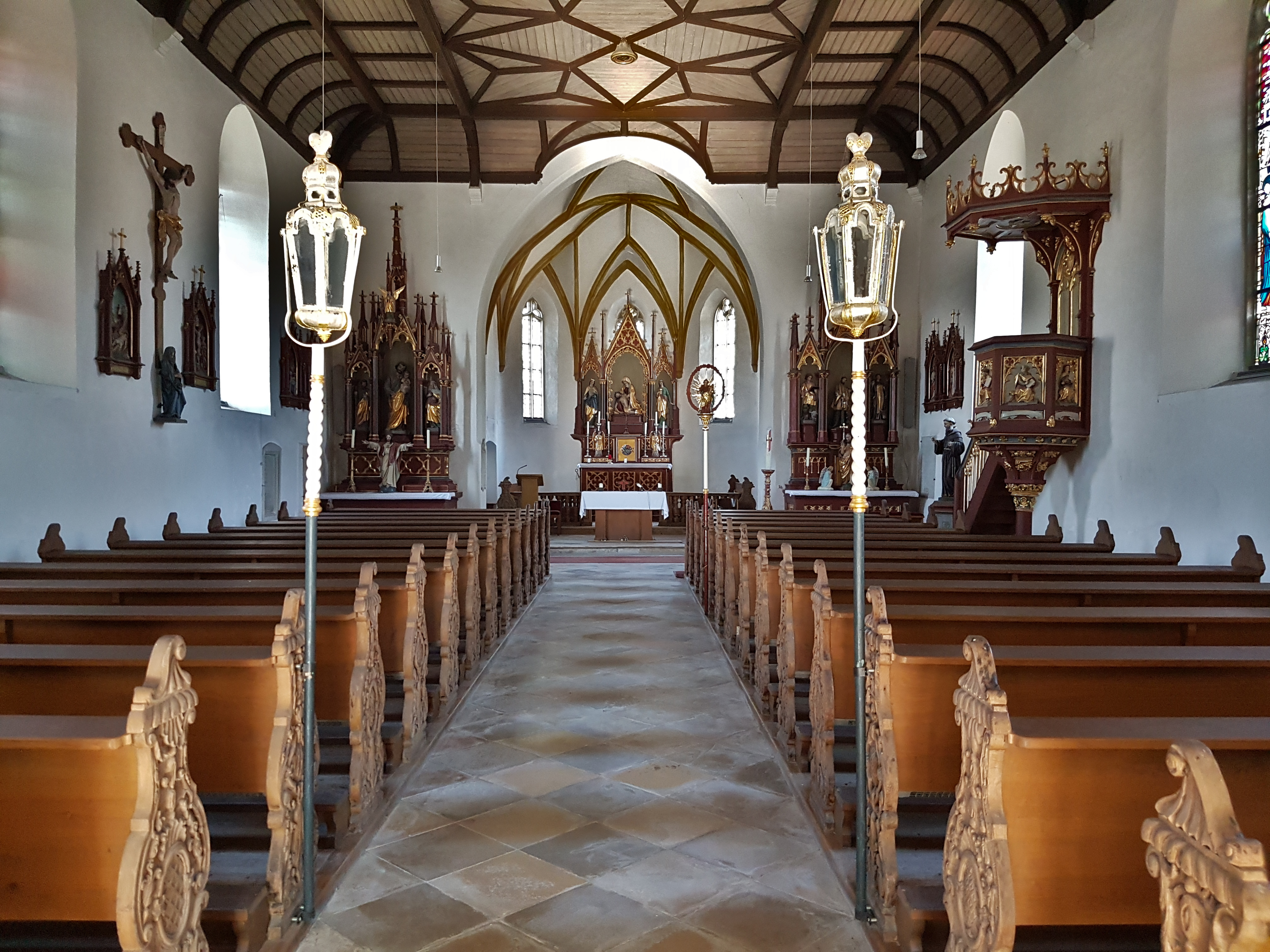
Innenansicht

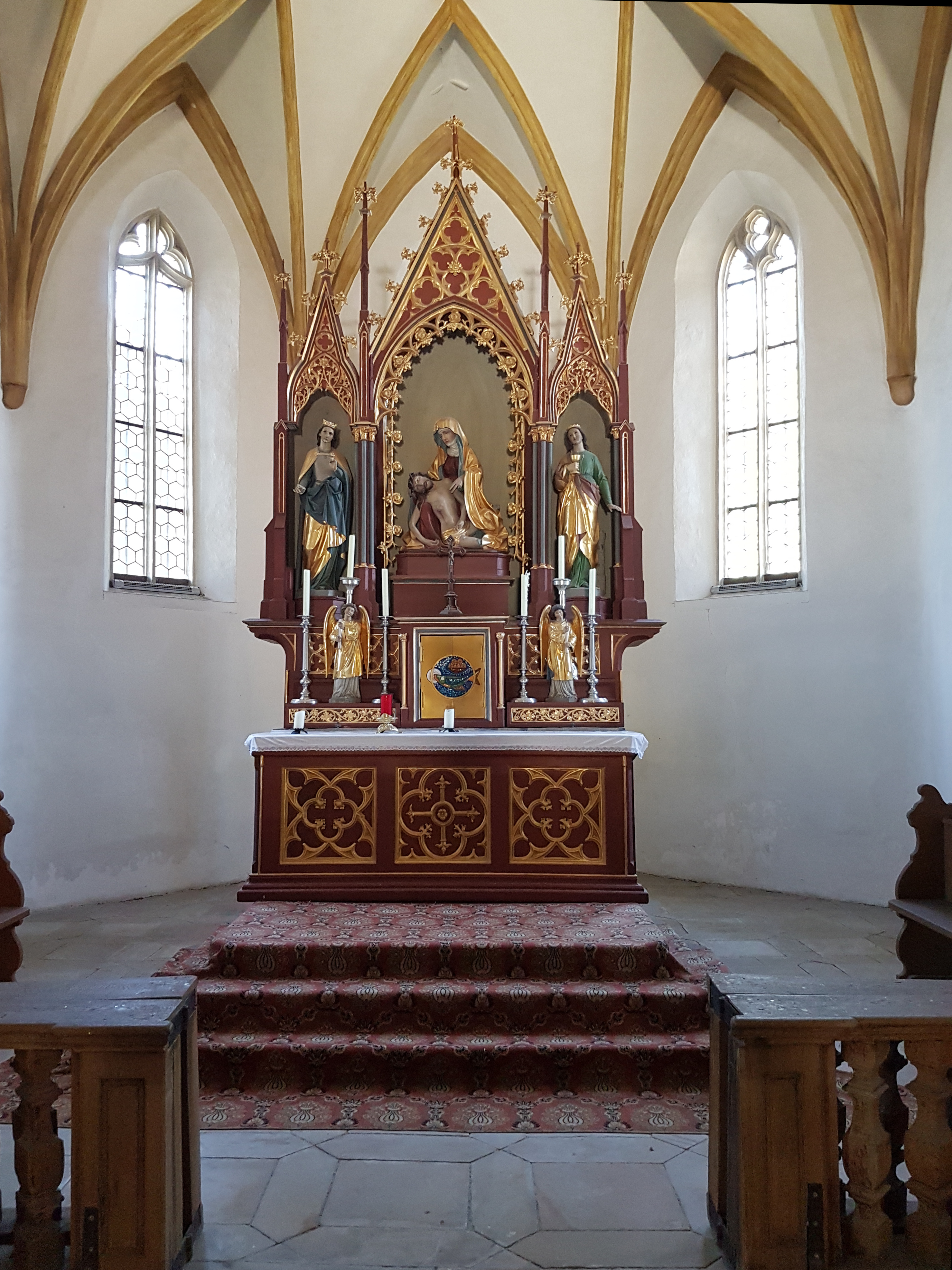
Hochaltar

Die römisch-katholische Kirche Schmerzhafte Mutter Gottes oder Alte Pfarrkirche Maria Dolorosa in der niederbayerischen Gemeinde Saal an der Donau im Landkreis Kelheim ist ein Kirchengebäude des Bistums Regensburg. Das Gebäude steht unter Denkmalschutz.

## Geschichte
Die Urpfarrei in Bad Gögging wurde um 700 von iroschottischen Wandermönchen gegründet. Die Pfarrei Saal wurde 1325 erstmalig urkundlich erwähnt. 1342 konnte nach Ausgliederung aus der Mutterpfarrei ein ansässiger Pfarrer Namens Pilgrim (Pylgrym) nachgewiesen werden. Der erste Kirchenbau wird auf die Zeit von 1100 bis 1200 datiert.
Um 1480 wurde die kleine Kirche durch eine spätgotische Kirche ersetzt, deren Presbyterium erhalten ist. Von der Ausstattung des damaligen Kirchenbaus ist der Hochaltar bis heute bewahrt worden. Mitten im Dreißigjährigen Krieg wurde von 1618 bis 1648 die Raumschale nach Westen hin erweitert. Der jetzige neugotische Turm wurde 1869 vollkommen neu erbaut und ersetzte einen Barockturm. 1904 erfolgte eine Umgestaltung im neogotischen Stil. Dabei entstand das einschiffige Langhaus mit einer Flachdecke aus Holz.
In den beiden Weltkriegen wurden jeweils drei Glocken eingezogen. Die große Glocke wurde unter der Verwendung der Vorgängerglocke in den 1970er Jahren neu gegossen.
Saal war bis um die Jahrhundertwende ländlich geprägt. Die Pfarrer des Dorfes betrieben auf dem Pfarrhof mit dem ältesten Bauernhof am Ort mit 130 Tagwerk, bestehend aus Feldern, Obstgärten, Wiesen und Wald eine Landwirtschaft. Der letzte Ökonomiepfarrer war von 1913 bis 1927 Ignaz Bäumler.

## Baubeschreibung
Das Gebäude ist eine Saalkirche mit Satteldach und eingezogenem fünfseitig geschlossenem Chor. Der 35 m hohe Chorflankenturm mit Spitzhelm befindet sich an der nördlichen Seite des Chors.

## Ausstattung
Der Taufstein ist ein kleines Muschelbecken, welches auf einem Rundständer ruht. Die Stuhlwangen sind aufwändig in barocker Manier mit Akanthusranken und Tulpenstäben beschnitzt und stammen aus dem Jahr 1720. Wertvolle Figuren sind die Pietà des Hochaltars, die Mater Dolorosa unter einem Barockkreuz und ein Auferstehungschristus als Salvator, datiert um 1490. Die Kreuzwegreliefs wurden 1904 von dem Regensburger Bildhauer Jakob Helmer gefertigt.

## Orgel

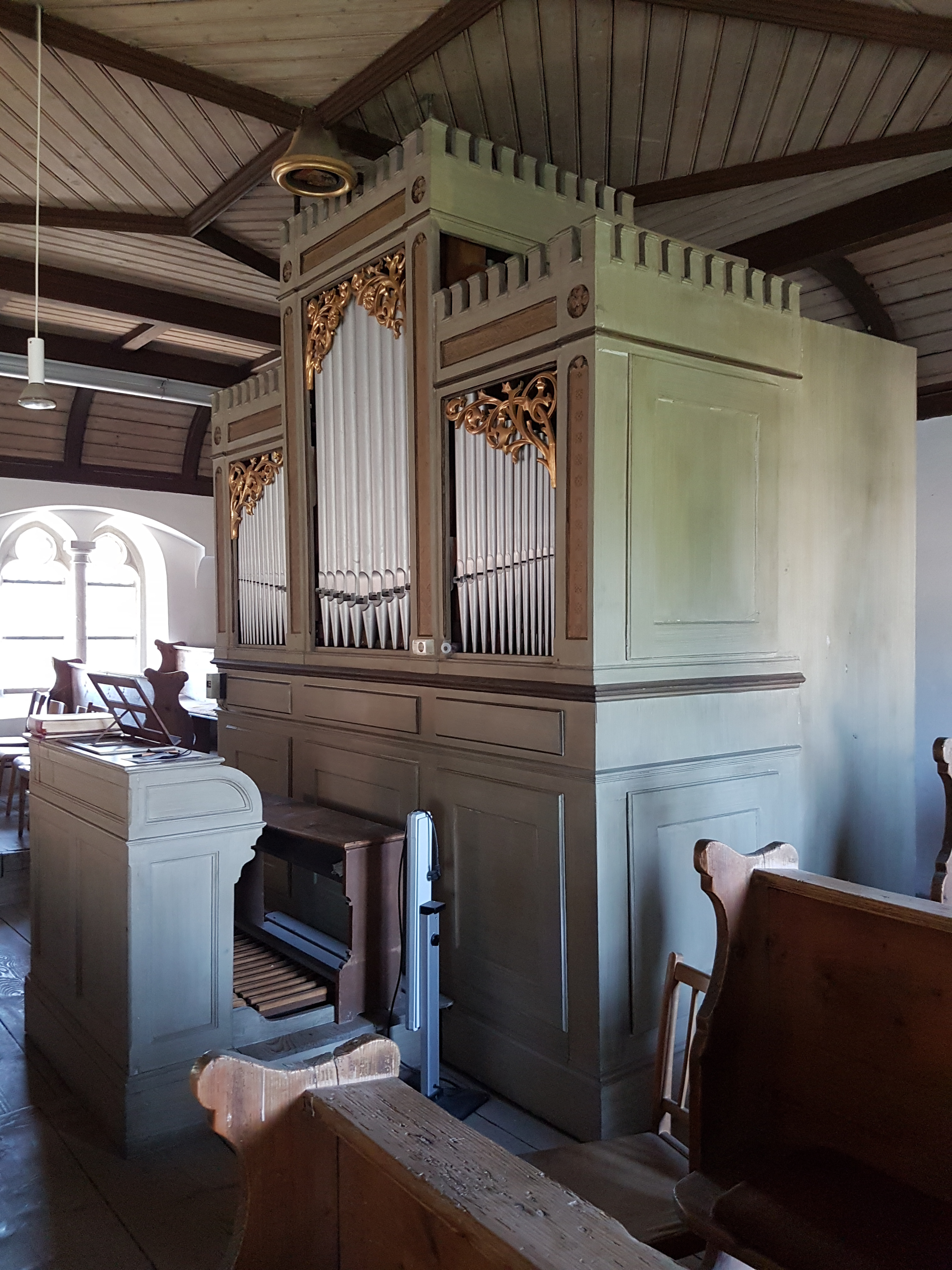
Orgel

Die Kirche verfügt über eine längere Orgelgeschichte. Bereits vor 1869 war eine Orgel vorhanden. 1876 erbaute Johann Anton Breil ein neues achtregistriges Instrument. Nach einer Reparatur des Werkes im Jahr 1890 durch Ludwig Edenhofer schuf Binder & Siemann ein neunregistriges Instrument mit pneumatischer Traktur auf einem Manual und Pedal und stellte es 1896 als sein Opus 47 auf der im Westen liegenden Empore auf. Das Werk zählt zu den kleineren der Firmengeschichte, ist noch nahezu komplett im Originalzustand erhalten, und präsentiert sich derzeit mit seiner kräftigen Intonation in einem ausgezeichneten Zustand. Die Disposition lautet:
| I Hauptwerk C–f3 |            |       |
| 1.               | Principal  | 8′    |
| 2.               | Gedeckt    | 8′    |
| 3.               | Salicional | 8′    |
| 4.               | Gamba      | 8′    |
| 5.               | Oktave     | 4′    |
| 6.               | Flöte      | 4′    |
| 7.               | Mixtur III | 2 ⁄3′ |

| Pedal C–d1 |          |     |
| 8.         | Subbaß   | 16′ |
| 4.         | Oktavbaß | 8′  |

- Koppel: Man/P
- Spielhilfe: Tutti als eiserner Tritt

## Umfeld
Das Kirchengebäude steht in einem ummauerten Friedhof. An der Westseite des Grundstücks steht die im 17. Jahrhundert entstandene Seelenkapelle. Diese dient heute der Präsentation historischer Epitaphien.